# Казаљоне
Казаљоне (фр. Casaglione) је насељено место у Француској у региону Корзика, у департману Јужна Корзика.
По подацима из 2011. године у општини је живело 368 становника, а густина насељености је износила 24,98 становника/km².

## Демографија
| 1962. | 1968. | 1975. | 1982. | 1990. | 2011. |
| ----- | ----- | ----- | ----- | ----- | ----- |
| 195   | 206   | 199   | 257   | 292   | 368   |